# Salins (Cantal)
Salins település Franciaországban, Cantal megyében. Lakosainak száma 144 fő (2022. január 1.). Salins Anglards-de-Salers, Drugeac, Saint-Bonnet-de-Salers és Le Vigean községekkel határos.

## Népesség
A település népessége az elmúlt években az alábbi módon változott:
| Lakosok száma | 215  | 159  | 164  | 160  | 143  | 143  | 147  | 145  | 143  | 144  |
|               | 1968 | 1982 | 1990 | 2006 | 2013 | 2015 | 2017 | 2019 | 2020 | 2022 |